# ExxonMobil
ExxonMobil Corporation  (sovint escurçat a Exxon) és una multinacional nord-americana de petroli i la corporació de gas, el successor directe més gran de la Standard Oil de John D. Rockefeller. L'empresa, que va prendre el seu nom el 1999 per la fusió d'Exxon i Mobil, està integrada verticalment a tota la indústria del petroli i del gas, i dins d'ella també hi ha una divisió de productes químics que produeix plàstic, cautxú sintètic i altres productes químics. ExxonMobil té la seu a prop del suburbi de Spring, Texas, a Houston, encara que està constituïda oficialment a l'estat nord-americà de Nova Jersey. És la major empresa productora de petroli i gas amb seu als Estats Units. ExxonMobil també és la vuitena empresa més gran del món per ingressos i la tercera dels EUA.
La història de la companyia es remunta al 1866, amb la formació de la Vacuum Oil Company, adquirida per Standard Oil el 1879. L'empresa que avui es coneix com a ExxonMobil va sorgir a partir de la Standard Oil Company (Nova Jersey), l'entitat corporativa que controlava de manera efectiva tot Standard Oil abans de la seva divisió. Jersey Standard va créixer al costat i amb una àmplia col·laboració amb un altre descendent de Standard Oil i el seu futur soci de fusió, la Standard Oil Company de Nova York (Socony), ambdues van créixer en fusionar-se amb diverses terceres empreses com Humble Oil (que es va fusionar amb Jersey Standard) i Vacuum Oil (fusionat amb Socony). Ambdues companyies van experimentar un canvi de marca a la dècada de 1960 i principis de la dècada de 1970, i en el moment de la fusió de 1999, Jersey Standard ja era coneguda com Exxon, i Socony coneguda com Mobil. L'acord de fusió entre Exxon i Mobil estipulava que Exxon compraria Mobil i canviaria la marca com a ExxonMobil, i que el CEO de Mobil seria el vicepresident de la companyia. Els registres d'arxiu de l'empresa i els seus predecessors que es remunten a la dècada de 1970 estan en mans del Centre d'Història Americana de la Universitat de Texas a Austin.
ExxonMobil és una de les empreses més grans i potents del món. Des de la seva fusió, l'empresa ha passat de la primera a la desena empresa més gran que cotitza en borsa per ingressos i té una de les capitalitzacions de mercat més grans de qualsevol empresa. A partir del 2023, en els rànquings més recents publicats al Fortune 500, ExxonMobil ocupava el tercer lloc i el dotzè al Fortune Global 500. És la companyia petroliera de propietat d'inversors més gran del món, la companyia petroliera més gran amb seu al món occidental i la més gran de les grans companyies petrolieres tant en producció com en valor de mercat. Les seves reserves eren 20.000 milions. S'esperava que el BOE a finals de 2016 i els ritmes de producció de 2007 duressin més de 14 anys. Amb 21 refineries de petroli que constitueixen una capacitat de refinació diària combinada de 4,9 milions de barrils, ExxonMobil és la segona refineria de petroli més gran del món, només per darrere de Sinopec. Aproximadament el 55,56% de les accions de la companyia estan en poder d'institucions, les més grans de les quals a partir del 2019 eren The Vanguard Group (8,15%), BlackRock (6,61%) i State Street Corporation (4,83%).
ExxonMobil ha estat molt criticada, sobretot pels incidents ambientals i la seva història de negació del canvi climàtic contra el consens científic que els combustibles fòssils contribueixen significativament a l'escalfament global. L'empresa és responsable de molts vessaments de petroli, el més gran i notable dels quals va ser el vessament de petroli d'Exxon Valdez a Alaska que es considera com un dels pitjors vessaments de petroli del món pel que fa a danys al medi ambient. La companyia també ha estat objecte d'acusació de violacions dels drets humans, influència excessiva en la política exterior dels Estats Units i el seu impacte en diverses societats d'arreu del món.

## Polèmiques

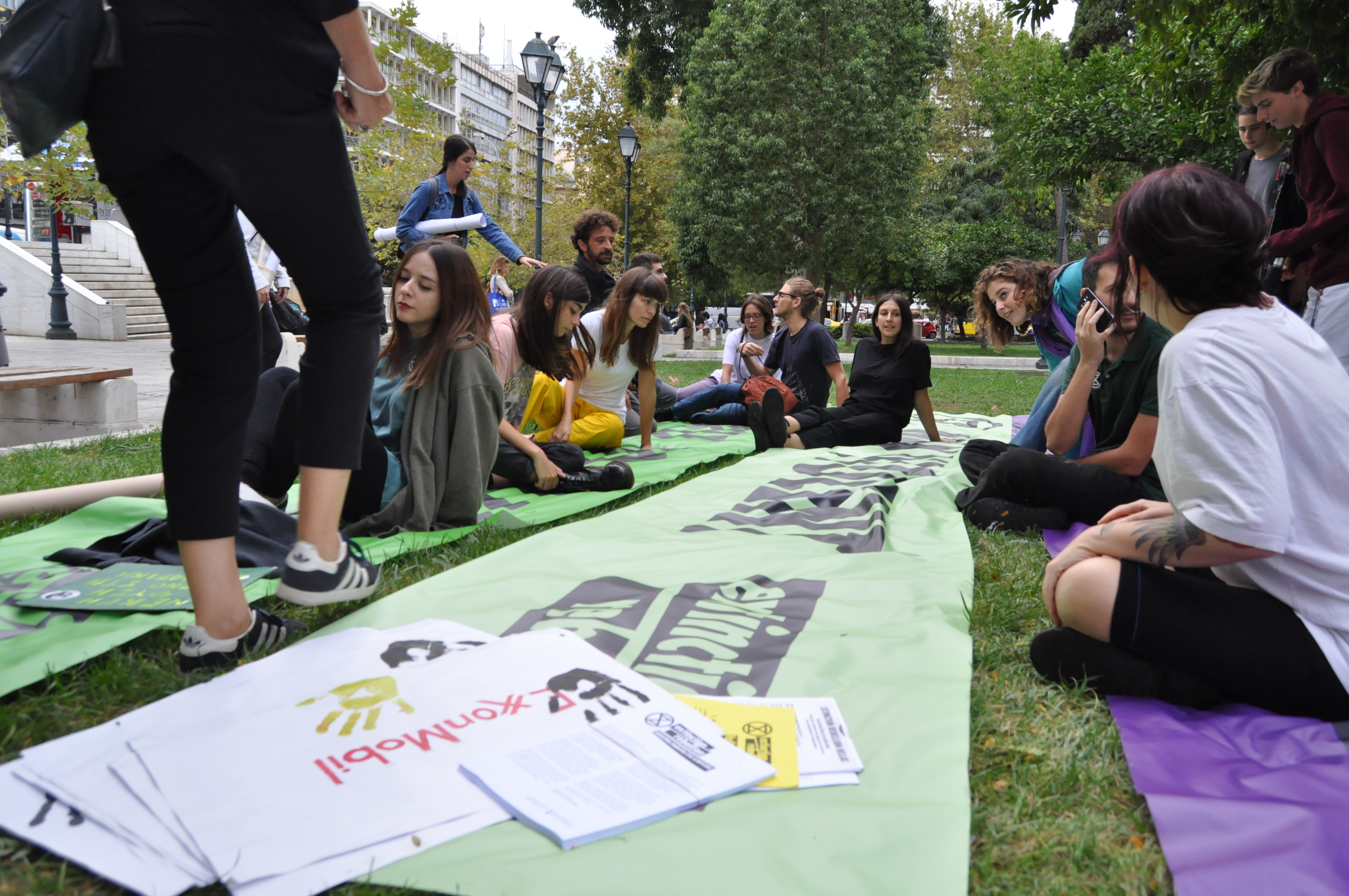
Manifestants d'Extinction Rebellion es manifesten contra ExxonMobil

### Negació del canvi climàtic
El registre ambiental d'ExxonMobil s'ha enfrontat a moltes crítiques per la seva posició i l'impacte sobre l'escalfament global. El 2018, l'Institut d'Investigació d'Economia Política va situar ExxonMobil en el desè lloc entre les corporacions nord-americanes en emissió de contaminants a l'aire, i en el tretzè per emetre gasos d'efecte hivernacle. Un informe de 2017 situa ExxonMobil com el cinquè contribuïdor a les emissions de gasos d'efecte hivernacle des del 1988 fins al 2015. El 2005, ExxonMobil havia dedicat menys de l'1% dels seus beneficis a la recerca d'energies alternatives, que, segons l'organització de defensa Ceres, és menys que altres companyies petrolieres líders. Segons l'Índex de responsabilitat ambiental de l'Àrtida (AERI) de 2021, ExxonMobil és la sisena empresa més responsable de perjudicar el medi ambient entre 120 empreses de petroli, gas i mines implicades en l'extracció de recursos al nord del cercle polar àrtic. A partir del 2020, ExxonMobil ha estat responsable de més de 3.000 vessaments i fuites de petroli que han provocat una pèrdua de més d'un barril de petroli, amb la majoria en un sol any de 484 vessaments el 2011. A més, des de 1965, ExxonMobil ha alliberat més de 40.000 milions de tones de contaminació per diòxid de carboni.
L'any 2023, la revista Science va publicar un article que informava que les projeccions i models d'escalfament global creats pels propis científics d'ExxonMobil entre 1977 i 2003 havien projectat i modelat "de manera acurada" l'escalfament global a causa de la crema de combustibles fòssils, i havien estimat raonablement la quantitat CO2 provocaria un escalfament perillós. Els autors del document van concloure: "No obstant això, mentre que els científics acadèmics i governamentals treballaven per comunicar el que sabien al públic, ExxonMobil va treballar per negar-ho".
Entre la dècada de 1980 i 2014, ExxonMobil va negar reiteradament el canvi climàtic, tot i que l'empresa va canviar oficialment la seva posició el 2014 per reconèixer l'existència del canvi climàtic. La resposta prolongada d'ExxonMobil va incitar a la creació del moviment Exxon Knew, que té com a objectiu responsabilitzar l'empresa per diversos incidents relacionats amb el clima. ExxonMobil ha utilitzat el seu propi lloc web per atacar Exxon Knew, afirmant que és un esforç coordinat per difamar l'empresa.
El desembre de 2022, la presidenta del Comitè de Supervisió i Reforma de la Cambra dels EUA, Carolyn Maloney, i la presidenta del Subcomitè de Supervisió del Medi Ambient de la Cambra dels Estats Units, Ro Khanna, van enviar un memoràndum a tots els membres del Comitè de Supervisió i Reforma de la Cambra resumint les conclusions addicionals de la investigació del comitè sobre la campanya de desinformació de la indústria dels combustibles fòssils per enfosquir la paper dels combustibles fòssils en l'escalfament global. En revisar els documents interns de l'empresa, van acusar ExxonMobil juntament amb BP, Chevron i Shell d'haver fet un rentat d'imatge verd per les seves promeses de neutralitat de carboni de l'Acord de París mentre continuaven invertint a llarg termini en la producció i venda de combustibles fòssils, per participar en una campanya per promoure l'ús del gas natural com a font d'energia neta i combustible de pont a les energies renovables, i d'intimidar els periodistes que informaven sobre les accions climàtiques de les empreses i d'obstruir la investigació del comitè, cosa que ExxonMobil, Shell i l'Institut Americà del Petroli van negar.

### Vessaments de petroli i contaminació per plàstics

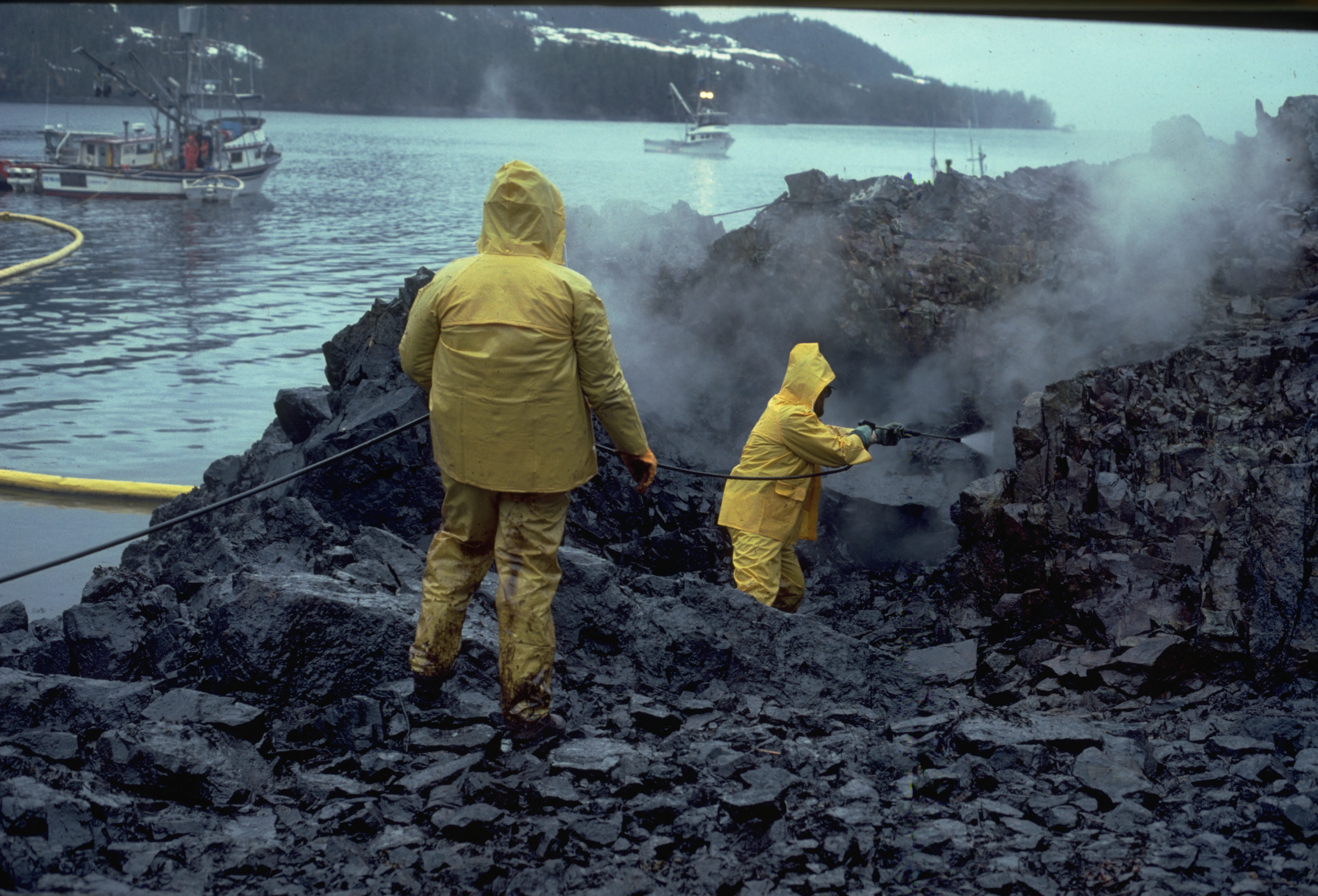
Neteja de vessaments de petroli de l'Exxon Valdez

Les operacions d'ExxonMobil han provocat nombrosos vessaments de petroli tant abans com després de la fusió de 1999. El vessament de petroli més divulgat va ser el vessament de petroli de Valdez de 1989, on un vaixell cisterna d'Exxon va abocar aproximadament 11 milions de galons nord-americans (42.000 m3) de petroli a Prince William Sound, ocupant 1,300 milles (2,100 km) de la remota costa d'Alaska. El vessament segueix sent el segon més gran de la història dels Estats Units, només per darrere del vessament de Deepwater Horizon de BP al golf de Mèxic.
ExxonMobil també ha estat responsable de diversos altres vessaments de petroli a tot el món. Alguns dels vessaments de petroli més grans i notables d'Exxon als Estats Units inclouen fuites de petroli de llarga durada que s'estima que 30 milions de galons vessades al Newtown Creek de la ciutat de Nova York al llarg d'un segle per Exxon i altres predecessors de Standard Oil, un vessament de petroli l'any 2011 que va filtrar 1.500 barrils de petroli al riu Yellowstone (donant com a resultat uns 135 milions de dòlars en danys), i un vessament de 1.900 barrils (80.000 galons) el 2012 de la refineria de Baton Rouge de la companyia als rius de la parròquia de Point Coupee., Louisiana. Els actius d'ExxonMobil a Louisiana en particular, especialment la seva refineria Baton Rouge, han donat a la zona el sobrenom de Cancer Alley (Carrer del Càncer). Les activitats de l'empresa, juntament amb altres operacions i refineries de la zona, han estat la font d'un augment de les infeccions per càncer, una menor qualitat de l'aire i, com veuen alguns, un potencial racisme ambiental comès per l'empresa.
El maig de 2021, ExxonMobil va encapçalar l'informe Plastic Waste Makers Index publicat per la Fundació Minderoo de 20 empreses petroquímiques que van fabricar el 55 per cent dels residus plàstics d'un sol ús al món el 2019 (que formaven part d'un grup més gran de 100 empreses petroquímiques que va fabricar el 90 per cent dels residus), mentre que l'abril de 2022, el fiscal general de Califòrnia, Rob Bonta, va emetre una citació a ExxonMobil per obtenir informació relacionada amb el paper de l'empresa a l'hora d'exagerar l'efectivitat del reciclatge de plàstic per reduir la contaminació per plàstic com a part de una campanya de la indústria per promoure l'ús del plàstic.

### Influència geopolítica i violacions dels drets humans

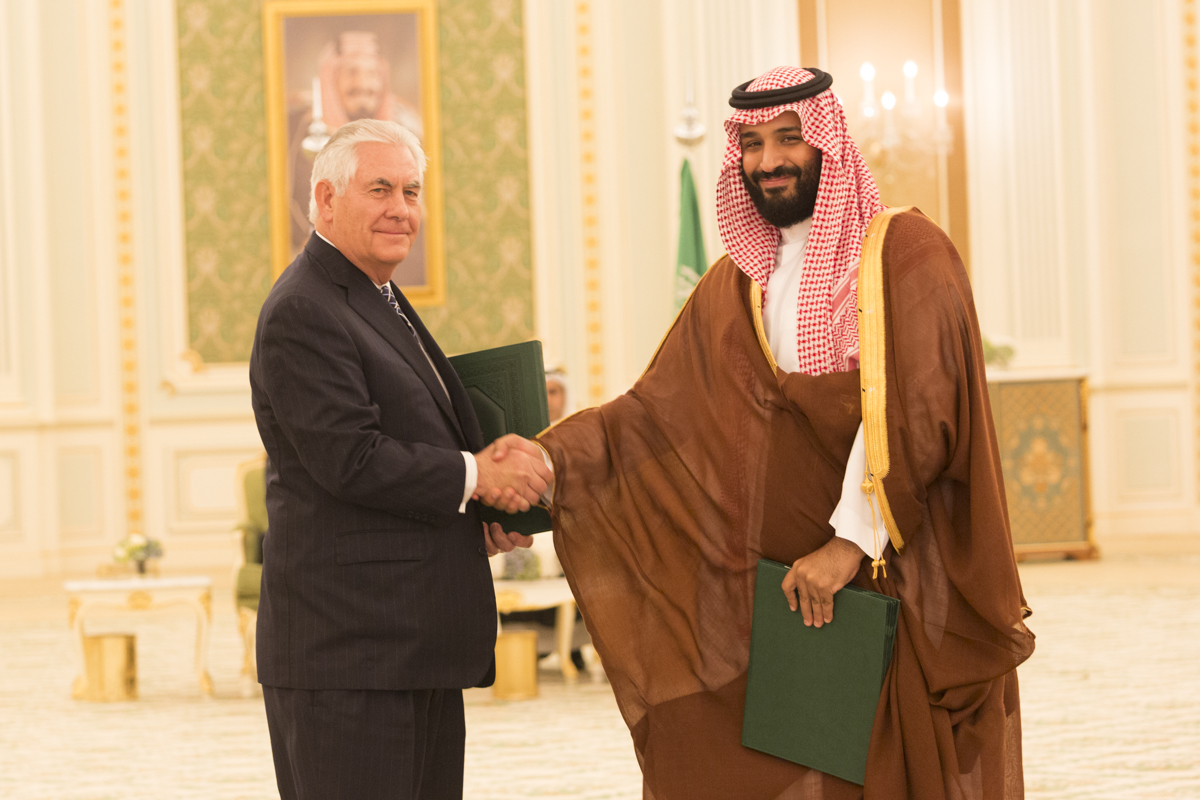
L'antic conseller delegat Rex Tillerson com a secretari d'Estat, amb el príncep hereu saudita Mohammed bin Salman, maig de 2017

ExxonMobil també ha estat acusada de violacions dels drets humans i d'abusar de la seva influència geopolítica. Al llibre Private Empire de Steve Coll, ExxonMobil es descriu com un "estat corporatiu dins de l'estat nord-americà" extremadament poderós per tractar els països en els quals treballa, arribant al punt de descriure els governs d'aquests països com a "restringits". Els avantpassats corporatius de la companyia també són culpables de l'esclat de la guerra de Jebel Akhdar de 1954, que va ser provocada per les activitats de l'Iraq Petroleum Company.
A partir de finals de la dècada de 1980, ExxonMobil (a través del seu predecessor Mobil) va contractar unitats militars de l'Exèrcit Nacional d'Indonèsia per proporcionar seguretat al seu projecte d'extracció i liqüefacció de gas a Aceh, Indonèsia, i aquestes unitats militars van ser acusades de cometre violacions dels drets humans. ExxonMobil finalment es va retirar completament d'Indonèsia l'any 2001, alhora que va negar qualsevol delicte.